# Encarsia unfasciata
Encarsia unfasciata är en stekelart som först beskrevs av Girault 1915.  Encarsia unfasciata ingår i släktet Encarsia och familjen växtlussteklar. Inga underarter finns listade i Catalogue of Life.